# Cycle d'Atkinson
 (avril 2013).

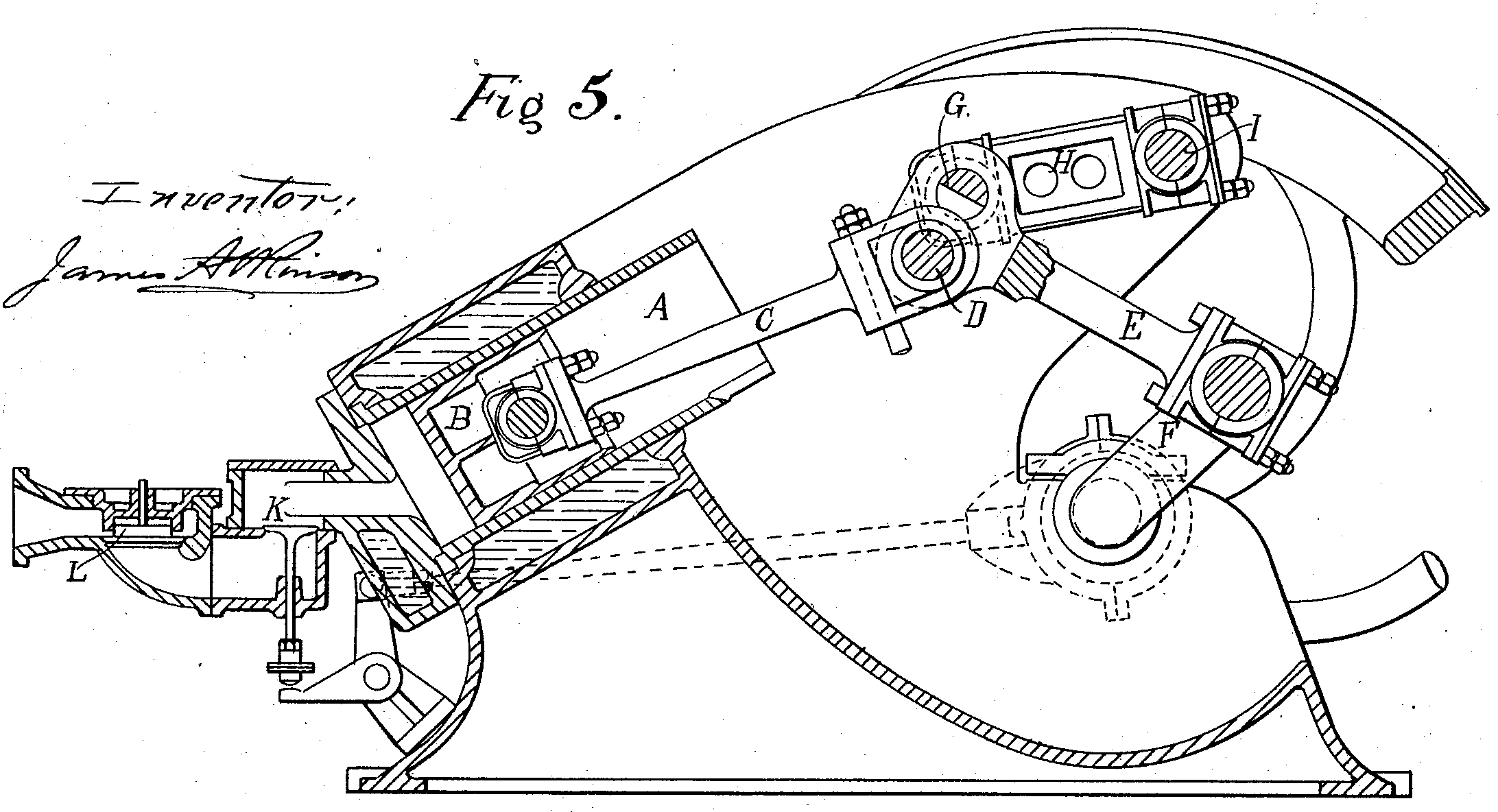
Moteur Atkinson tel que décrit dans le brevet américain no 367496

Le cycle d'Atkinson est un cycle thermodynamique utilisé dans un moteur à combustion. Il a été inventé par James Atkinson en 1882. Ce cycle, qui utilise une détente plus grande que la compression, améliore le rendement au prix d'une puissance plus faible. Il est utilisé dans les voitures hybrides modernes.

## Conception

Animation d'un moteur à cycle Atkinson

Le moteur à cycle d'Atkinson original permettait l'admission, la compression, la combustion et l'échappement en un seul tour de vilebrequin. Il était conçu pour contourner les brevets de Nikolaus Otto. 
Du fait de la conception particulière de l'embiellage, le taux de détente est supérieur au taux de compression, ce qui améliore le rendement du moteur par rapport à un cycle de Beau de Rochas conventionnel. Le cycle thermodynamique avec détente prolongée a été repris par Toyota pour ses hybrides, les moteurs Sky-Active chez Mazda,   Ford avec le Ford Kuga et Renault avec les Captur et Arkana hybrides, ce qui permet d'améliorer le taux de compression (14:1) comparé à un cycle d'Otto, afin d'offrir un meilleur rendement : de meilleures consommations, des rejets de CO2 et de polluants (NOx, particules) réduits.

## Cycle thermodynamique idéal

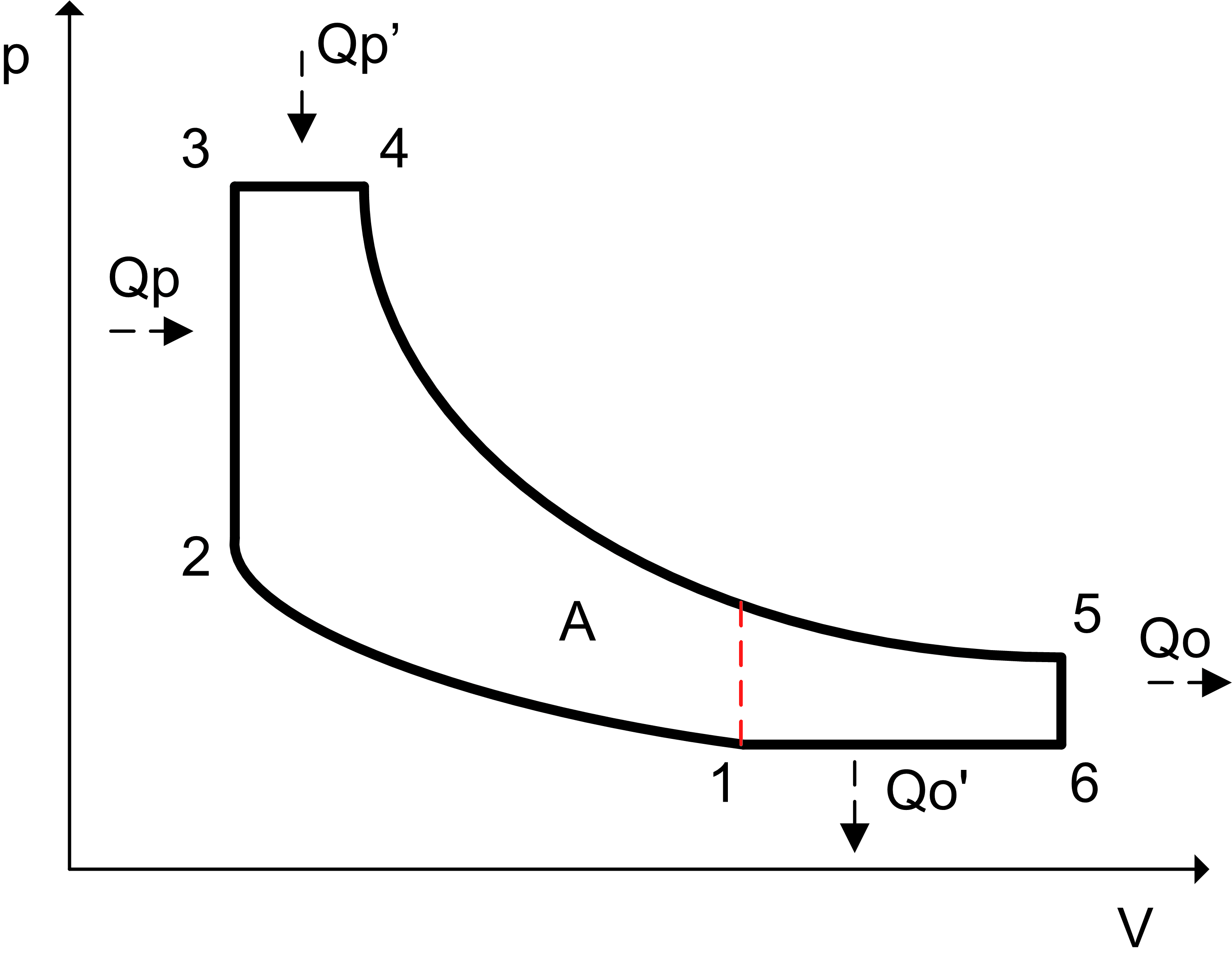
Figure 1 : cycle d'Atkinson

Le cycle d'Atkinson idéal (il ne s'agit pas de la courbe réelle thermodynamique du moteur - un cycle Diesel théorique présente le même profil de courbe) est composé de :
- 1-2 compression adiabatique réversible ou isentropique ;
- 2-3 absorption de chaleur isochore, la pression augmente rapidement mais le piston ne bouge pas encore ;
- 3-4 absorption de chaleur isobare, la combustion continue et le piston se déplace ;
- 4-5 détente isentropique ;
- 5-6 dégagement de chaleur isochore ;
- 6-1 dégagement de chaleur isobare.

Sur le schéma la ligne en pointillé rouge, qui serait le lieu de bouclage du cycle plus usuel, représente la différence entre les deux types de cycle. Le gain d'énergie est représenté par la surface entre cette ligne en pointillé et la ligne 5-6.

## Moteur à quatre temps à cycle d'Atkinson
Le cycle Atkinson peut aussi faire référence à un moteur à quatre temps dans lequel la soupape d'admission est maintenue ouverte au-delà du point mort bas pour permettre l'éjection d'une partie de l'air ou du mélange précédemment admis. La compression ne se fait donc pas sur toute la longueur de la remontée du piston.  La pression de fin de compression est moindre du fait de cette réduction de la quantité d'air ou de mélange admis.  La course de détente reste inchangée, elle est donc plus longue que la course effective de compression. L'objectif du cycle Atkinson est d'abaisser autant que possible la pression de fin de détente, afin de récupérer un maximum d'énergie mécanique.
L'inconvénient principal d'un moteur à quatre temps à cycle Atkinson est sa puissance réduite par rapport à un cycle de Beau de Rochas classique de même cylindrée, car il admet moins d'air et donc on doit injecter moins de combustible. Le seul avantage de ce cycle est de minorer les émissions de polluants, ce qui est recherché dans le cas de véhicules à motorisation hydride.
Ce cycle ne doit pas être confondu avec le cycle de Miller.

## Moteur à piston rotatif à cycle d'Atkinson

Moteur rotatif à cycle d'Atkinson

Le cycle d'Atkinson peut être utilisé dans un moteur à piston rotatif. Dans cette configuration, on peut à la fois accroître la puissance et le rendement par rapport à un cycle de Beau de Rochas. Ce type de moteur comporte un cycle moteur par tour, tout en offrant la différence de pression de compression et de taux de détente propres au cycle d'Atkinson. Les gaz d'échappement sont évacués du moteur par de l'air comprimé de balayage. Cette modification du cycle d'Atkinson permet l'utilisation de carburants tels que le gazole ou l'hydrogène (voir les liens externes).

## Véhicules utilisant le cycle d'Atkinson

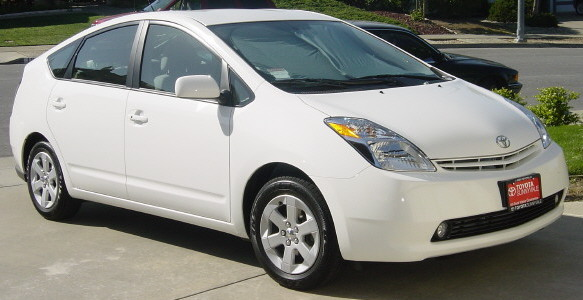
Toyota Prius 2004 NHW20

Dans un véhicule hybride, la puissance « de pointe » plus faible du moteur à cycle d'Atkinson est compensée par un appoint de puissance par le moteur électrique. C'est le principe de base de la transmission des voitures hybrides à cycle d'Atkinson. Le ou les moteurs électriques peuvent être utilisés indépendamment ou en parallèle avec le moteur à cycle d'Atkinson afin d'obtenir la puissance et le couple désirés.
Véhicules utilisant le cycle d'Atkinson :
- Honda :
  - Honda Civic e:HEV 2022
  - Honda Accord Hybride 2014.
  - Honda CR-Z 1,5 L I-VTEC SOHC série LEA, compression géométrique 10.8:1.
  - Honda CR-V hybride 2019

- Toyota :
  - Toyota Yaris hybride.
  - Toyota Auris HSD II
  - Toyota Prius automobile hybride avec un taux de compression (purement géométrique) de 13,0:1.
  - Toyota Camry hybride avec un taux de compression de 12,5:1.
  - Toyota RAV4 hybrid.
  - Lexus IS 300h associe un moteur électrique de 105 kW et un quatre cylindres essence 2,5 L à cycle Atkinson de 181 ch (environ 133 kW).

- Ford :
  - Ford Escape hybride/Mercury Mariner/Mazda Tribute hybride 4×2 et 4×4 avec un taux de compression de 12,4:1.
  - Ford Mondeo IV Hybride : 4 cylindres 2 L essence à cycle Atkinson associé à un moteur électrique pour une puissance totale de 187 ch.
  - Ford Kuga III Hybride rechargeable PHEV 2019 et +, moteur de 2,5 litres atmosphérique de 164 ch, transmission CVT, un moteur électrique de 61 ch et une batterie de 14,4 kWh[3].
  - Ford S-Max : moteur de 2,5 litres atmosphérique de 150 ch et moteur électrique de 40 ch.
- Mazda CX5 MZR 2012 2,0 L de 165 ch avec un taux de compression « théorique » le plus élevé au monde de 14:1.

- Hyundai :
  - Hyundai Sonata Theta II 2,4 L DOHC plus hybride série-parallèle avec batteries polymère ion développée dans leurs laboratoires. taux de compression : 10,5:1.
  - Hyundai Ioniq Hybrid et Ioniq Plugin.

- Kia :
  - Kia Niro Hybride et Hyundai Ioniq Hybride : un moteur 4 cylindres essence à injection directe (GDI) de 105 chevaux à cycle Atkinson 14:1 associé à un moteur électrique de 32 kW (43 ch) et 170 N.m (jusqu’à 141 chevaux de puissance et 265 N m de couple).
  - Kia Forte 2019 et + moteur 2.0 atmosphérique
  - Kia Soul 2020 et + moteur 2.0 atmosphérique

- Chevrolet Tahoe hybride 4x4 avec un taux de compression de 10,5. 10,8:1.

- Mitsubishi Outlander PHEV (2019) et Mitsubishi Eclipse Cross (2021) deux moteurs électriques de 82 ch et 95 ch et un moteur thermique à cycle d'Atkinson de 2.4 l et 135 ch.
- MG MG3 hybrid+
- MG MG zs hybrid+

- Renault Clio V hybride, Captur hybride et Arkana hybride, moteur 4 cylindres essence 1,6 litre 93 ch H4M Renault-Nissan associé à un alterno-démarreur de 34 ch et un moteur électrique de 67 ch, pour une puissance cumulée de 160 ch[4]

Le taux de compression défini ci-dessus ne correspond qu'à la course physique du piston du point mort bas au point mort haut, alors que la compression réelle dépend aussi du moment où la soupape d'admission se ferme, principe exploité par le cycle de Miller.